# Shelfak

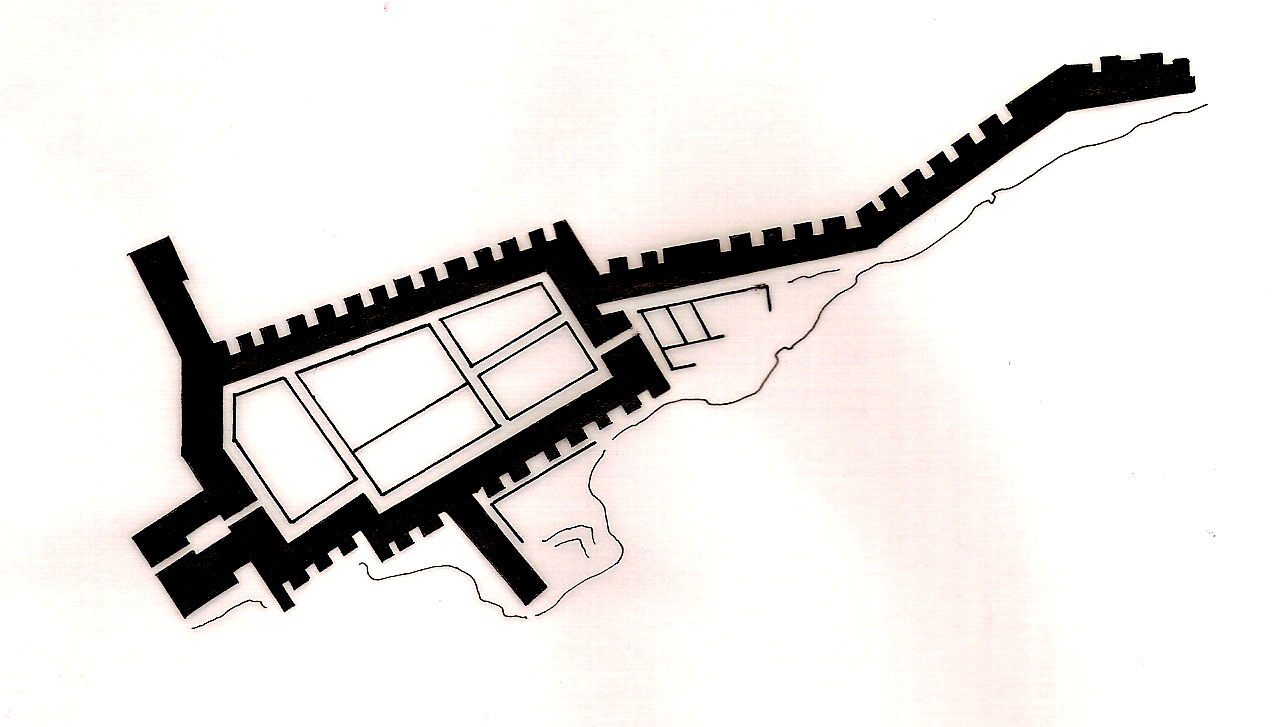
Plànol de les restes de Shefalk

Shelfak (originalment Waf-Chastiu) fou una fortalesa egípcia a Núbia situada 7 o 8 km al nord de Semna i a la meitat d'Uronarti, al davant de a riba occidental de la Segona Cataracta del riu Nil: la cascada de Shelfak, i a dos quilòmetres al sud de la cascada de Diffinarti. Ara és una illa del Llac Nasser.
Va ser iniciada per Senusret I vers el 1900 aC durant el Regne Mitjà d'Egipte, i fou acabada per Senusret III cap al 1850 o 1800 aC. Fou un centre comercial i fortalesa, i va ser evacuada vers el 1700 o 1650 aC.,
Forma part d'una cadena de 17 forts que els faraons de la Dinastia XII van establir per assegurar la seva frontera sud durant una època en què es buscava ampliar la influència egípcia. És per això que Shelfak, juntament amb els forts de Buhen, Mirgissa, Uronarti, Askut, Dabenarti, Semna i Kumma, es va establir a una distància de senyalització l'un de l'altre.
La fortalesa ocupa una superfície aproximadament triangular d'uns 1800 m2, adaptada al terreny disponible. La seva enorme paret de maó de fang arriba fins a 6 metres d'alçada i 8 metres de gruix. Tres murs d'esperó, cap al nord, oest i est, completen el sistema de fortificació. El mur de llevant protegeix una escala que baixa al riu per garantir l'accés al subministrament d'aigua en cas de setge. Les estructures internes estan molt ben conservades, incloent un edifici de comandament, barraques, tallers, magatzems i un graner disposat en planta de quadrícula.
Les excavacions van ser realitzades al febrer i març de 1931 per un equip de la Universitat Harvard i el Museu de Belles Arts de Boston sota la direcció de Noel F. Wheeler. Des del 2017, un equip dirigit per Claudia Näser de la University College London està excavant de nou.